# Vincent Le Dauphin
Vincent Le Dauphin (ur. 28 czerwca 1976 w Saint-Brieuc) – francuski lekkoatleta, specjalizujący się w biegach długodystansowych.
Medalista Młodzieżowych Mistrzostw Europy (1997). Czterokrotny mistrz Francji w biegach na 3000 metrów oraz na 3000 metrów z przeszkodami. Uczestnik Letnich Igrzysk Olimpijskich (Ateny 2004) w biegu na 3000 metrów z przeszkodami. 

## Osiągnięcia
- Młodzieżowe Mistrzostwa Europy, Turku 1997
  - srebrny medal – bieg na 3000 m z przeszkodami
- Igrzyska frankofońskie, Ottawa 2001
  - VI miejsce – bieg na 3000 m z przeszkodami
- Mistrzostwa Europy, Monachium 2002
  - IX miejsce – bieg na 3000 m z przeszkodami
- Letnie Igrzyska Olimpijskie, Ateny 2004
  - X miejsce – bieg na 3000 m z przeszkodami
- Mistrzostwa Francji[2]
  - 2 złote medale – bieg na 3000 m z przeszkodami (2002, 2003)
- Halowe Mistrzostwa Francji[3]
  - 2 złote medale – bieg na 3000 m (2005, 2006)

## Rekordy życiowe
- bieg na 3000 metrów
  - stadion – 8:06,59 (2003)
  - hala – 7:51,91 (2006)
- bieg na 3000 metrów z przeszkodami
  - stadion – 8:15,76 (1999)